# Tout feu tout flamme/C'est pour de rire
Tout feu tout flammes / C'est pour de rire is een studioalbum van Ange. Het album werd van februari tot juni 1987 opgenomen in geluidsstudio Marianne, de mix vond plaats in Genève. De verpakking (lees platenhoes) van het album werd verzorgd door Phil Umbdenstock. Francis Décamps had de moed opgepakt om een productiehuis op te starten en het werk van Ange daarin onder te brengen, zodat ze van platenlabel Trema Records af waren.
Het album bevat in Tout feu tout flamme een heropname van een van de eerste singles van de band. Het werd voor dit album opnieuw opgenomen met de gitarist en bassist uit de succesperiode van Ange, Jean-Michel Brézovar en Daniel Haas. Het vormde de aanloop naar een aantal reünieconcerten. Het voortbestaan van de band hing al jaren aan een zijden draadje. Het was het laatste album met Cuenot, Sigrist en Meyer.
Het album liet naderhand een verwijdering zien tussen de gebroeders Décamps. Bij het terugblikken op het album kwamen voornamelijk verschillen van inzicht naar voren. Zelfs over de titel waren ze het niet eens. Christian houdt vast aan Tout feu tout flammes, Francis aan C’est pour rire.

## Musici
- Christian Décamps – zang
- Serge Cuenot – gitaar
- Laurent Sigrist – basgitaar
- Francis Décamps – toetsinstrumenten
- Francis Meyer – slagwerk
- Martine Kesselburg, Eva Santi - achtergrondzang

## Muziek
Alles geschreven door Christian (teksten) en Francis Décamps (muziek).

| Nr. | Titel                       | Duur |
| --- | --------------------------- | ---- |
| 1.  | Tout feu tout flamme        | 4:35 |
| 2.  | Tout contre tout            | 5:24 |
| 3.  | Coquille d’oeuf             | 3:35 |
| 4.  | C’est pour rire             | 7:22 |
| 5.  | Sur les grand espaces bleus | 6:46 |
| 6.  | 3 x 1 = nous                | 3:37 |
| 7.  | J’suis pas d’ici            | 2:17 |
| 8.  | Il est le soleil            | 7:40 |